# فابیو فلیسیو
فابیو فلیسیو (انگلیسی: Fábio Felício؛ زادهٔ ۲ مهٔ ۱۹۸۲) بازیکن سابق فوتبال اهل پرتغال است که در پست هافبک بازی می‌کرد.